# Xantholinus
Xantholinus ist eine Gattung der Käfer aus der Familie der Kurzflügler (Staphylinidae) innerhalb der Unterfamilie Staphylininae. Die Gattung ist in der Paläarktis heimisch, wo sie hauptsächlich in der gemäßigten Zone vorkommt. In Europa ist die Gattung mit 58 Arten vertreten, in Mitteleuropa mit 17 Arten. In Nordamerika wurden bisher drei Arten eingeschleppt, X. elegans, X. linearis und X. longiventris.

## Merkmale
Die Käfer haben kleine, nicht hervorstehende Facettenaugen. Ihr Halsschild trägt am Rücken zwei Reihen von Punkten, es ist nur geringfügig schmäler als die Deckflügel. Die Tarsen sind kürzer als die Schienen (Tibien). Die Fühler sind länger als der Kopf, welcher vorne zwei kurze längliche Furchen trägt. Die Mandibeln sind an der Außenseite gefurcht.

## Vorkommen und Lebensweise
Die Tiere leben in verrottendem Pflanzenmaterial, Mist, Mulm, unter Rinde und ernähren sich sowohl als Imagines als auch als Larven räuberisch.

## Taxonomie
Xantholinus wird in folgende Untergattungen gegliedert:
- Calolinus Coiffait, 1956
- Helicophallus Coiffait, 1956
- Heterolius Coiffait, 1956
- Idiolinus Casey, 1906
- Meneidophallus Bordoni, 1999
- Milichilinus Reitter, 1908
- Paracyclinus Bordoni, 1975
- Polydontophallus Bordoni, 1972
- Purrolinus Coiffait, 1956
- Typhlolinus Reitter, 1908
- Xantholinus Dejean, 1821

## Arten in Europa
Im Folgenden eine Liste der in Europa vorkommenden Arten.
- Xantholinus appenninicola Steel, 1946
- Xantholinus audrasi Coiffait, 1956
- Xantholinus azuganus Reitter, 1908
- Xantholinus baeticus Bordoni, 1975
- Xantholinus balearicus Coiffait, 1962
- Xantholinus bonomettoi Bordoni, 1972
- Xantholinus bordonii Bordoni, 1970
- Xantholinus bulgaricus Coiffait, 1972
- Xantholinus cerrutii Coiffait, 1964
- Xantholinus coiffaiti H. Franz, 1966
- Xantholinus colasi Jarrige, 1941
- Xantholinus decorus Erichson, 1839
- Xantholinus devillei Coiffait, 1956
- Xantholinus distans Mulsant & Rey, 1853
- Xantholinus dvoraki Coiffait, 1956
- Xantholinus elegans (Olivier, 1795)
- Xantholinus euboicus Korge, 1973
- Xantholinus fortepunctatus Motschulsky, 1860
- Xantholinus franzi Bordoni, 1973
- Xantholinus fuenteanus Reitter, 1901
- Xantholinus gallicus Coiffait, 1956
- Xantholinus gastraeus Gistel, 1857
- Xantholinus graecus Kraatz, 1858
- Xantholinus gridellii Coiffait, 1956
- Xantholinus humidicola Gistel, 1857
- Xantholinus ibericus Steel, 1950
- Xantholinus kaszabi Bordoni, 1973
- Xantholinus laevigatus Jacobsen, 1849
- Xantholinus linearis (Olivier, 1795)
- Xantholinus longiventris Heer, 1839
- Xantholinus maritimus Reitter, 1908
- Xantholinus morandi Coiffait, 1958
- Xantholinus nicolasi Coiffait, 1972
- Xantholinus occultans Gistel, 1857
- Xantholinus padus Coiffait, 1973
- Xantholinus pantokratoris Bordoni, 1975
- Xantholinus perezi Outerelo, 1976
- Xantholinus phenicus Coiffait, 1971
- Xantholinus proceroides Coiffait, 1971
- Xantholinus procerus Erichson, 1839
- Xantholinus quadratus (Stephens, 1833)
- Xantholinus ruffoi Bordoni, 1972
- Xantholinus rufipennis Erichson, 1839
- Xantholinus rufipes P. Lucas, 1846
- Xantholinus rufus Grimmer, 1841
- Xantholinus sardous Gridelli, 1947
- Xantholinus sighisoarae Bordoni, 1973
- Xantholinus styriacus Grimmer, 1841
- Xantholinus sublinearis Coiffait, 1970
- Xantholinus tothi Bordoni, 1986
- Xantholinus translucidus Scriba, 1870
- Xantholinus tricolor (Fabricius, 1787)
- Xantholinus vandalicus Bordoni, 1973
- Xantholinus varnensis Coiffait, 1972
- Xantholinus vinicolor Ushakov, 1989
- Xantholinus vitalei Bernhauer, 1943
- Xantholinus wrasei Bordoni, 1989
- Xantholinus zalathnae Bordoni, 1973